# КК Лавови 063
КК Лавови 063 je био српски кошаркашки клуб из Земуна. Такмичио се у Првој лиги СР Југославије и Србије и Црне Горе од 2002. до 2005. године. Наступали су у ФИБА Европа лиги 2005. године.

## Познатији играчи
- Марко Симоновић
- Владимир Мицов
- Драгољуб Видачић
- Милета Лисица
- Мијаило Грушановић
- Саша Братић